# Тетраборид кальция
Тетраборид кальция — бинарное неорганическое соединение 
металла кальция и бора с формулой CaB4,
серые кристаллы.

## Получение
- Сплавление (спекание) стехиометрических количеств чистых веществ под давлением [1]:

{\displaystyle {\mathsf {Ca+4B\ {\xrightarrow {1400^{o}C,4GPa}}\ CaB_{4}}}}

## Физические свойства
Тетраборид кальция образует серые кристаллы с металлическим блеском
тетрагональной сингонии,
параметры ячейки a = 0,71749 нм, c = 0,41039 нм.